# Theodore Roscoe
Theodore Roscoe (Rochester, 20 febbraio 1906 – Florida, 29 maggio 1992) è stato uno scrittore e biografo statunitense, autore di romanzi d'avventura e fantasy apparsi in pulp magazine, come Argosy, Wings, Flying Stories, Far East Adventure Stories, Fight Stories, Action Stories e Adventure.

## Biografia
Theodore Roscoe nacque il 20 febbraio 1906 a Rochester da una coppia di missionari. Fece numerosi viaggi in giro per il mondo, come, ad esempio, ad Haiti, in Marocco, nella città dell'Algeria Sidi Bel Abbes, dove soggiornò in un campo della Legione straniera, e a Casablanca, dove strinse amicizia con un sergente della Legione, Thibaut Corday, al quale dedicò l'opera Thibaut Corday and the Foreign Legion. Roscoe servì nella United States Navy durante la Seconda Guerra Mondiale, ricevendo anche una decorazione.
L'autore si spense, all'età di 86 anni, il 29 maggio 1992 in Florida.

## Opere
Roscoe è autore di una raccolta di racconti, The Wonderful Lips of Thibong Linh, pubblicata dalla Donald M. Grant Publisher nel 1981. La casa editrice Altus Press pubblicò 3 volumi da collezione delle storie Thibaut Corday and the Foreign Legion e una ristampa nel 2012 della biografia dell'autore, PULPMASTER: The Theodore Roscoe Story, scritta da Audrey Parente e originariamente pubblicata dalla Starmont House nel 1992.
Roscoe fu incaricato dalla United States Naval Institute di scrivere un libro, incentrato sul ruolo svolto dai sottomarini della United States Navy durante la Seconda Guerra Mondiale, intitolato United States Submarine Operations in World War II (1949). In seguito, pubblicò anche altri libri di storia navale, United States Destroyer Operations in World War II (1953), This Is Your Navy (1950), The Trent Affair, November e 1861: U.S. detainment of a British ship nearly brings war with England (1972).